# Greatest Hits (Queensrÿche)
Greatest Hits è una raccolta del gruppo musicale statunitense Queensrÿche, pubblicata il 27 giugno 2000 dalla Capitol Records e EMI.

## Tracce
1. Queen of the Reich – 4:22 (Chris DeGarmo)
2. The Lady Wore Black – 6:14 (Chris DeGarmo, Geoff Tate)
3. Warning – 4:45 (Geoff Tate, Michael Wilton)
4. Take Hold of the Flame – 4:55 (Chris DeGarmo, Geoff Tate)
5. Walk in the Shadows – 3:34 (Chris DeGarmo, Geoff Tate, Michael Wilton)
6. I Dream in Infrared – 4:18 (Geoff Tate, Michael Wilton)
7. I Don't Believe in Love – 4:24 (Chris DeGarmo, Geoff Tate)
8. Eyes of a Stranger – 6:39 (Chris DeGarmo, Geoff Tate)
9. Jet City Woman – 5:21 (Chris DeGarmo, Geoff Tate)
10. Empire – 5:24 (Geoff Tate, Michael Wilton)
11. Silent Lucidity – 5:45 (Chris DeGarmo)
12. I Am I – 3:59 (Chris DeGarmo, Geoff Tate)
13. Bridge – 3:31 (Chris DeGarmo)
14. Sign of the Times – 3:34 (Chris DeGarmo)
15. Chasing Blue Sky (Bonus Track) – 3:41 (Scott Rockenfield, Geoff Tate)
16. Someone Else? (Bonus Track) – 7:15 (Chris DeGarmo, Geoff Tate)

## Classifiche
| Classifica (2000-21) | Posizione massima |
| -------------------- | ----------------- |
| Grecia               | 9                 |
| Stati Uniti          | 149               |